# Male Rodne
Male Rodne so naselje v Občini Rogaška Slatina v vzhodni Sloveniji. Celotno področje je tradicionalno spadalo pod Štajersko regijo, vendar pa je sedaj uvrščeno v Savinjsko regijo.

## Ime
Ime naselja je bilo spremenjeno iz Sveti Mohor v Male Rode leta 1953 na podlagi zakona o imenih naselij in označb trgov, cest in stavb iz leta 1948.Razlog preimenovanja je bilo prizadevanje komunistične vlade v po vojnem času za odstranitev vseh verskih označb oz. elementov iz države. Ime Male Rodne je bilo izbrano zaradi razpoznavnosti od naselja Velike Rodne v neposredni bližini. Ime Rodne je izpeljano iz besede *rodina, ki pomeni nerodovitno zemljo - in se tako tudi sklicuje na lokalno geografsko značilnost.

## Cerkev
Lokalna certev je posvečena Svetemu Mohorju in spada pod župnijo Rogaške Slatine. Zavetišče v pozno gotskem stilu datira v leto 1536, cerkvena ladja v 17. stoletje, leta 1740 pa je bila dodana kapelica na južni strani objekta.